# Treść over-the-top
Treść over-the-top lub telewizja over-the-top (skrót OTT) – forma dostarczania treści wideo, audio i innych mediów w internecie. Są one oferowane przez operatorów stacjonarnych (sieci kablowe, platformy cyfrowe) swoim abonentom, jednak bez udziału czy kontroli tych operatorów udostępniających usługę, w oferowane przez podmioty trzecie treści. Dostawca może być świadomy zawartości pakietów protokołu internetowego, ale nie jest odpowiedzialny za dostarczane treści. Nie jest też w stanie kontrolować oglądanych treści, praw autorskich lub innych rozpowszechnianych zawartości.
OTT jest odmienną formą od zakupu lub najmu treści audio lub wideo od dostawcy telewizji lub usług internetowych (ISP), takich jak wideo na żądanie, płatnej telewizji lub usług wideo. Treść OTT odnosi się do zawartości otrzymanej od podmiotu trzeciego i jest dostarczane do urządzenia końcowego użytkownika, pozostawiając operatora stacjonarnego odpowiedzialnym jedynie za transport pakietów protokołu IP.
Telewizja OTT różni się od IPTV otwartością, gdyż do transmisji treści wykorzystuje jedynie internet zamiast wydzielonej sieci oraz uniwersalnością, ponieważ usługa może być odbierana na wszystkich urządzeniach, które pozwalają na korzystanie z internetu (usługa multiscreen) jak komputery, telefony, telewizory wyposażone w moduł internetowy. Telewizja IP wymaga specjalnych tunerów.
W Stanach Zjednoczonych przykłady operatorów nadawanych treści to Netflix, NowTV, Hulu, WhereverTV, WWE Network i myTV.